# 許慈
許 慈（きょ じ、生没年不詳）は、中国後漢末期から三国時代の政治家。字は仁篤。荊州南陽郡の出身。子は許勛。

## 事績
劉熙に師事し、鄭玄の学問をよくした。『易』・『尚書』・『三礼』・『毛詩』・『論語』を学んだ。
建安年間、許靖らとともに交州から益州に入った。
劉備の益州平定後、胡潜とともに学士に任命され、孟光・来敏らとともに宮中儀礼の制定に当たった。
許慈と胡潜は大変仲が悪く、劉備にたしなめられるほどであった。
劉禅の時代に大長秋まで至った。
子の許勛は父の学問を受け継ぎ、博士となった。